# محمدآباد تساب
محمدآباد توساپوک یا محمدآباد انده پایین روستایی در دهستان انده بخش مرکزی شهرستان میرجاوه استان سیستان و بلوچستان ایران است.

## جمعیت
بر پایه سرشماری عمومی نفوس و مسکن در سال ۱۳۹۵ جمعیت این مکان ۳۲۸ نفر (۸۲خانوار) بوده‌است.